# علی‌آباد قرق
علی‌آباد قرق یا علی‌آباد پایین، روستایی در دهستان کوشک هزار بخش مرکزی شهرستان بیضا در استان فارس ایران است.

## جمعیت
بر پایه سرشماری عمومی نفوس و مسکن در سال ۱۳۹۵، جمعیت این روستا برابر با ۳۴۴ نفر (۹۶ خانوار) بوده است.